# Veliki Vrh (gmina Šmartno ob Paki)
Veliki Vrh – wieś w Słowenii, w gminie Šmartno ob Paki. W 2018 roku liczyła 275 mieszkańców.